# Julian Roosevelt
Julian Roosevelt (Manhattan, 27 de março de 1924 — 14 de novembro de 1986) foi um banqueiro e velejador estadunidense, campeão olímpico. Ele competiu nos Jogos Olímpicos de Verão de 1952 na classe 6 Metre e conquistou a medalha de ouro a bordo do Llanoria com Herman Whiton, John Adams Morgan, Everard Endt, Eric Ridder e Emelyn Whiton.

## Início da vida
Roosevelt nasceu em 14 de novembro de 1924, filho de George Emlen Roosevelt e Julia Morris Addison, irmã de James Thayer Addison. Por meio de seu pai, era primo de primeiro grau do presidente dos Estados Unidos Theodore Roosevelt. Ele frequentou a Philips Exeter (1943) e, posteriormente, a Universidade Harvard, onde conheceu a tripulação.

## Carreira
De 1942 a 1946, ele serviu na Guarda Costeira dos Estados Unidos e foi dispensado da Artilharia de Campo da Reserva do Exército em 1955, após oito anos de serviço ativo na reserva. Foi membro do Comitê Olímpico Internacional que defendeu a remoção de motivos políticos dos jogos, criticando o boicote estadunidense às Olimpíadas de Moscou de 1980 e a proibição de atletas sul-africanos.
Após as Olimpíadas, ele se tornou sócio da Dick & Merle Smith, uma corretora de investimentos criada como parte da separação da Roosevelt & Son devido à aprovação da Lei Glass-Steagall em 1934. Ele também atuou como administrador do Union Square Savings Bank e foi diretor da Fundamental Investors, Inc., também em Nova Iorque. Mais tarde, ele atuou como vice-presidente da Sterling Grace & Company.